# Beauty and the Beast XXX
Beauty And The Beast XXX ist eine US-amerikanische Porno-Parodie von Harry Sparks aus dem Jahr 2016 mit Dani Daniels als Belle und Xander Corvus als Biest in den Hauptrollen.

## Handlung
Die Handlung basiert auf der französischen Geschichte Die Schöne und das Biest. Ein gut aussehender junger Prinz wird von einer Hexe verflucht, die ein schönes junges Mädchen in ihrem Schloss gefangen hält. 
Hauptdarstellerin Dani Daniels liest auch die Geschichte vor, die in einer erwachsenen Art und Weise in ihrem Kopf als erotische Märchenparodie lebendig wird: Nach einem mysteriösen Fluch, der dem Prinzen von einem eifersüchtigen und gehässigen Zigeuner auferlegt worden ist und nur durch die wahre Liebe gebrochen werden kann, scheint der Prinz dazu bestimmt, den Rest seines Lebens als Bestie leben zu müssen, in die er verzaubert worden ist. 
Als jedoch Belle auf der Suche nach ihrem Vater Albert, eines reichen Händlers, an der Burg vorbeikommt, in der das Biest ihren Vater gefangenhält, bietet sie sich selbst an, den Platz mit ihrem inhaftierten Vater zu tauschen. Zunehmend fühlt sich der Prinz in Tiergestalt zu der jungen Frau hingezogen und sie verlieben sich. Die Frage ist, ob ihre Liebe stark genug ist, um den Fluch zu brechen.

## Produktion, Veröffentlichung
Produziert wurde der Film von Exquisite Films und Sparks Entertainment, die Spezialeffekte stammen von Sparks FX. Dani Daniels ist in drei von fünf Szenen zu sehen.
Die Erstveröffentlichung in den USA erfolgte am 7. März 2016 über Direct-to-DVD. Der Film wird auch unter folgenden Titeln vertrieben: 
- Beauty and the Beast XXX: An Erotic Fairy Tale Parody
- Beauty and the Beast XXX: A Fairy Tale
- Beauty and the Beast XXX: An Erotic Tale

## Rezeption

### Kritik
Auf der Seite Adult DVD Talk heißt es, die Geschichte mache nicht nur Spaß, Sparks habe auch in den Sexszenen großartige Arbeit geleistet, da diese sich gut in die Geschichte einfügen würden. Zwar sei der Film nicht so gut wie Sparks „früheres Meisterwerk“ Revenge of the Petites, jedoch ein amüsanter Fantasy-Film für Erwachsene, der den Zuschauer mit einer lustigen Geschichte und einigen gut aussehenden und abwechslungsreichen Sexszenen unterhalte. Die Schöne und das Biest XXX sei eine unterhaltsame Erwachsenenversion von Jeanne-Marie Leprince de Beaumonts Version des französischen Märchens Le Belle et la Bête. Die Besetzung leiste in ihrer Rolle einen großartigen Job und schaffe einen unterhaltsamen Film.

### Auszeichnungen (Auswahl)
Nominierungen 
- AVN Awards, 2017[2]
Best Non-Sex Performance, James Bartholet
Best Director: Parody, Harry Spa
Best Editing
Best Makeup
Best Special Effects
Best Screenplay: Parody
Best Parody

- XBiz Awards, 2017[3]
Best Special Effects
Best Art Direction
Best Music
Parody Release of the Year
Best Actress – Parody Release, Dani Daniels
Best Actor – Parody Release, Xander Corvus
Best Scene – Parody Release, Dani Daniels, Xander Corvus
Director of the Year – Parody, Harry Sparks
Best Non-Sex Performance, James Bartholet

- XRCO Awards, 2017[4]
Best Actor, Xander Corvus
Best Parody